# 六安市
六安市（ろくあん-し、りくあん-し）は中華人民共和国安徽省に位置する地級市。六安瓜片（緑茶）の産地である。

## 地理
安徽省中部の西寄りに位置し、阜陽市、淮南市、合肥市、安慶市、河南省、湖北省に接する。河南省・湖北省との省境には大別山脈がそびえる。

## 歴史
紀元前121年（元狩2年）、前漢により六安国が設置された。
1999年9月に地級市の六安市が設立。

## 行政区画
3市轄区・4県を管轄する。
- 市轄区：
  - 金安区・裕安区・葉集区
- 県：
  - 霍邱県・舒城県・霍山県・金寨県

| 六安市の地図                                     |
| ------------------------------------------------ |
| 金安区 裕安区 葉集区 霍邱県 舒城県 金寨県 霍山県 |

### 年表
この節の出典

#### 皖北行署区六安専区
- 1949年10月1日 - 中華人民共和国皖北行署区六安専区が成立。六安県・舒城県・霍山県・金寨県・霍邱県・寿県が発足。(6県)
- 1952年3月28日 - 巣湖専区肥西県を編入。(7県)
- 1952年5月9日 (7県)
  - 霍邱県の一部が河南省潢川専区淮浜弁事処・固始県に分割編入。
  - 河南省潢川専区固始県の一部が霍邱県に編入。
- 1952年8月7日 - 安徽省の成立により、安徽省六安専区となる。

#### 安徽省六安地区
- 1953年10月17日 - 六安県の一部が寿県に編入。(7県)
- 1954年3月 - 寿県の一部が淮南市九竜崗区に編入。(7県)
- 1954年9月 - 肥西県の一部が寿県に編入。(7県)
- 1954年10月 - 肥西県の一部が寿県に編入。(7県)
- 1955年3月 - 肥西県の一部が合肥市郊区に編入。(7県)
- 1955年7月3日 (7県)
  - 肥西県の一部(河南郷・汪圩郷・豊楽鎮・黄城郷・城圩郷・太平郷・五星郷・黄西郷・袁店郷・界河郷の各一部)が舒城県に編入。
  - 舒城県の一部(合圩郷・謝河郷・長郢郷の各一部)が肥西県に編入。
- 1955年12月20日 - 肥西県の一部が合肥市郊区に編入。(7県)
- 1956年1月9日 (7県)
  - 六安県の一部が金寨県に編入。
  - 舒城県の一部が六安県に編入。
- 1956年1月 - 安慶専区岳西県の一部が霍山県に編入。(7県)
- 1956年3月 - 肥西県の一部が合肥市郊区に編入。(7県)
- 1956年5月 - 六安県の一部が分立し、六安鎮が発足。(7県1鎮)
- 1956年11月26日 (7県1鎮)
  - 蚌埠専区定遠県の一部が寿県に編入。
  - 肥西県の一部が合肥市郊区に編入。
- 1958年2月 - 肥西県の一部が合肥市郊区に編入。(7県1鎮)
- 1958年7月12日 (7県1鎮)
  - 蕪湖専区廬江県を編入。
  - 肥西県が合肥市に編入。
- 1958年12月4日 (7県1鎮)
  - 寿県が分割され、寿県・安豊県が発足。
  - 寿県が淮南市に編入。
- 1959年3月22日 - 霍邱県の一部が安豊県に編入。(7県1鎮)
- 1961年4月7日 - 合肥市肥西県を編入。(8県1鎮)
- 1961年12月4日 - 淮南市寿県を編入。(9県1鎮)
- 1961年12月15日 - 安豊県が寿県・霍邱県に分割編入。(8県1鎮)
- 1963年7月13日 - 合肥市西市区の一部が肥西県に編入。(8県1鎮)
- 1964年9月 - 肥西県の一部が合肥市西市区に編入。(8県1鎮)
- 1964年10月31日 - 寿県・肥西県の各一部が滁県専区定遠県・肥東県の各一部と合併し、合肥市長豊県となる。(8県1鎮)
- 1965年5月21日 - 廬江県が巣湖専区に編入。(7県1鎮)
- 1969年12月1日 - 六安鎮が六安県に編入。(7県)
- 1971年3月29日 - 六安専区が六安地区に改称。(7県)
- 1978年5月20日 - 肥西県の一部が合肥市郊区に編入。(7県)
- 1978年9月23日 - 六安県の一部が分立し、六安市が発足。(1市7県)
- 1983年10月8日 - 肥西県が合肥市に編入。(1市6県)
- 1984年3月23日 - 金寨県の一部が湖北省黄岡地区羅田県に編入。(1市6県)
- 1992年11月20日 - 六安市・六安県が合併し、六安市が発足。(1市5県)
- 1999年9月2日 - 六安地区が地級市の六安市に昇格。

#### 六安市
- 1999年9月2日 - 六安地区が地級市の六安市に昇格。(2区5県)
  - 六安市が分割され、金安区・裕安区が発足。
- 2015年10月13日 - 霍邱県の一部が分立し、葉集区が発足。(3区5県)
- 2015年12月3日 - 寿県が淮南市に編入。(3区4県)
- 2016年3月30日 - 霍邱県の一部が葉集区に編入。(3区4県)

## 交通
鉄道
- 寧西鉄道
- 合武鉄道